# Борщ
Борщ (МФА: [ˈbɔrʃt͡ʃ] ( прослухати)) — українська рідка страва, що вариться з посічених буряків, капусти з додаванням картоплі, квасолі, та різних приправ. Збірна назва різних варіантів першої страви, спільною особливістю яких, ймовірно, є кислуватий, квасний смак. Найчастіше під словом «борщ» розуміють якраз черво́ний борщ. Є основною першою стравою української кухні. Він набув міжнародне визнання. Український борщ — національна страва українців, символ української кулінарної культури і достатку.
В Україні існують три основні різновиди борщу: червоний борщ (південний рецепт, західний рецепт), зелений борщ та холодний борщ. Найпоширенішим різновидом борщу є червоний борщ, який варять з буряка та з можливим додаванням помідорів.
Міжурядовий комітет з охорони нематеріальної культурної спадщини, до складу якого увійшли представники держав-учасниць Конвенції ЮНЕСКО, вніс культуру приготування українського борщу до Списку нематеріальної культурної спадщини ЮНЕСКО, яка потребує термінової охорони. У 2020 році в селищі Опішня на Полтавщині відкрили Музей Звареного Борщу.

## Культурна спадщина
6 жовтня 2020 року Експертна рада з питань нематеріальної культурної спадщини при Міністерстві культури та інформаційної політики України внесла «Культуру приготування українського борщу» до Національного переліку елементів нематеріальної культурної спадщини України.
Ініціював цю справу Євген Клопотенко, який створив громадську організацію «Інститут культури України» та організував «борщову експедицію», в рамках якої були зібрані родинні рецепти борщу з різних куточків України, а також фотографії й документальні підтвердження того, що рецепти передавалися принаймні трьом поколінням в одній родині.
1 липня 2022 року на 5-му позачерговому засіданні Міжурядового комітету з охорони нематеріальної культурної спадщини український борщ увійшов до списку Репрезентативного списку нематеріальної культурної спадщини людства ЮНЕСКО нематеріальної культурної спадщини ЮНЕСКО.

## Загальний опис
Борщ унікальний своїми квасно-солодкими відтінками смаку. Страва має багато різновидів, що пов'язано з роз'єднанням у минулому українських земель, з існуванням різних частин українського народу в Польщі, Молдові, Румунії, Чехословаччині, із впливом на формування української кухні різних кулінарних звичаїв і смаків. Ареал борщу сягає далеко за межі України, ця страва поширилась в національних кухнях сусідніх народів.
Своєю національною стравою борщ вважають у Молдові, Польщі, Білорусі, Литві й Росії. Але тільки в Україні протягом віків сформувався культ борщу, і кожен край пишається місцевими особливостями приготування. «Привласнення» деякими народами цього елементу культури свідчить про його високу якість.
Найпоширенішими різновидами цієї традиційної страви в Україні є український, пісний із грибами та квасолею, весняний холодний. Готують борщі з м'ясом, грибами, ковбасою, додаючи сметану. Пісний борщ із грибами заправляють олією з часником, а до борщу подають пампушки, политі олією із часником, або пиріжки з м'ясом і капустою.
В Україні борщ їдять ще з раннього дитинства. Часто готують окремо дитячий борщ — без оцту й засмажки або протертий.

## Етимологія

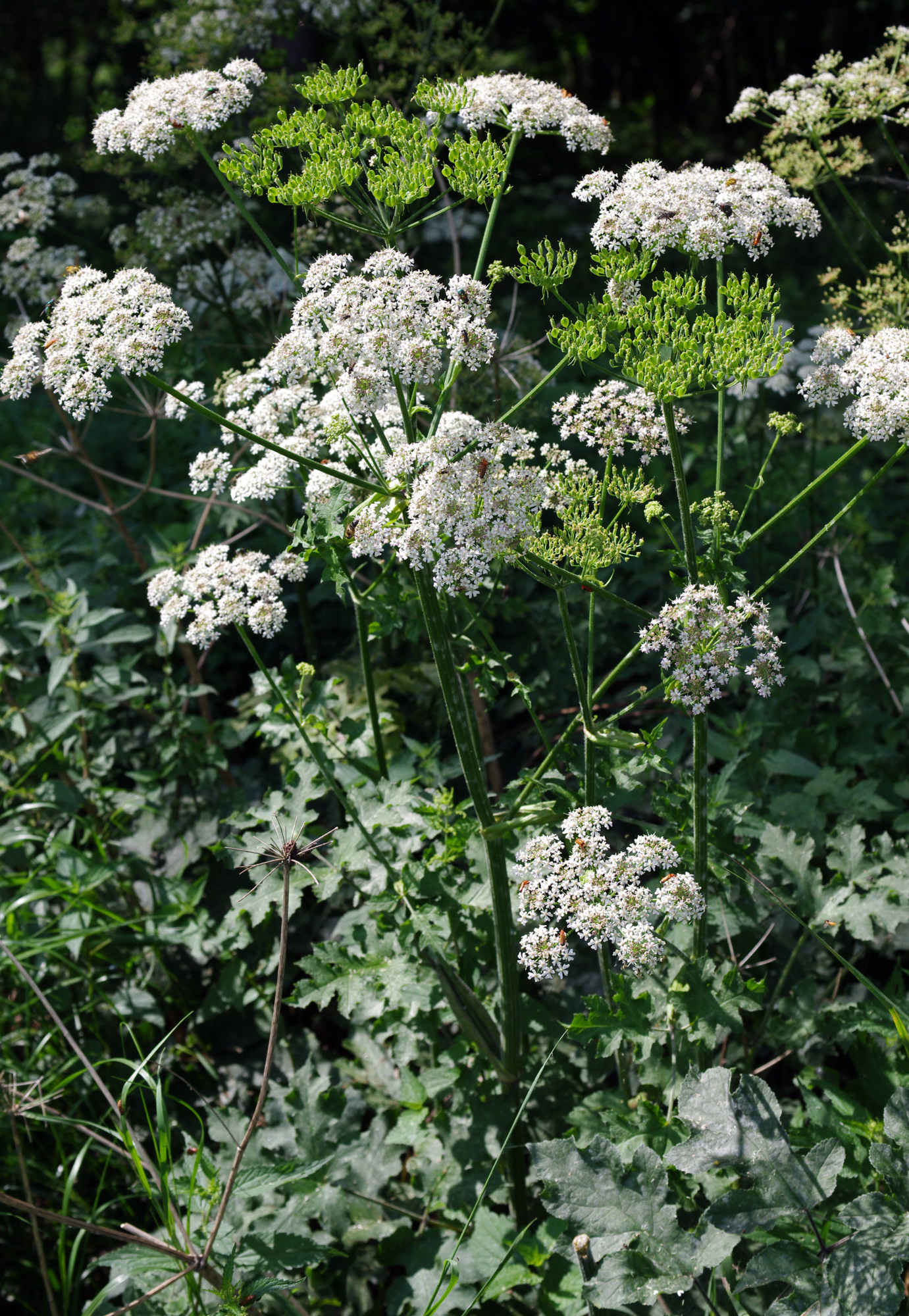
Борщівник, який у давнину називався «борщем» та з якого готували юшку.

Походження слова «борщ» ученими до кінця не з'ясовано.
За даними етимологічних словників слов'янських мов, слово «борщ» походить від праслов'янської назви рослини «бърщь» (сучасна назва борщівник), яку первісно використовували при приготуванні юшки або підкисленого супу чи журу з підкисленим борошном. Слово пов'язане (через те, що в борщівника гостре зубчасте листя) з пра-і.є. *bhrstio-, від якого також походять давньоіндійське bhrstih («зубець, вістря, край, кут»), давн-англ. byrst («щетина»), ірландське barr («маківка, верхівка»), та інші.
Для слов'янських форм слова «борщ» значення «борщівник» первісне, потім «юшка з борщівника» і нарешті, спочатку лише в українській мові, «юшка, суп з буряка і капусти», звідки російською борщ, чеською і словацькою boršč, кашубською bwršč, болгарською борш, сербохорватською боршч, словенською boršč.
Менш переконливими версіями є пов'язання слова «борщ» із:
- русько-церковнослов'янським обрьзгɴѫти «скиснути», чеським břesk «терпкий смак», польським (o)brzazg;
- сербохорватським брст «листя, паростки»;
- українським брость «брунька»;
- з німецькими Borre[t]sch «огіркова трава, Borrago officinal is L.»;
- з німецьким Bär «ведмідь» і його похідними[35].

За іншими версіями, слово «борщ»:
- пов'язане із праслов'янським словом «брашно» на позначення їжі взагалі[32][38];
- походить від слова «буряк»[26][39]. Варіант цієї версії стверджує, що старослав'янською «бърщъ» означало «буряк»[40], однак ця версія є малоймовірною. Фольклористка Дар'я Анцибор вважає, що «жоден лінгвіст не виведе слово „борщ“ від слова „буряк“»[11].

У XVIII столітті «борщ» означає вже суп із буряком.

## Поширення та походження борщу

Акант (Acanthus sativus) — інша рослина, що в давнину називалася «борщем» і яку українці квасили разом із червоним буряком та варили страву борщ.

Походження бурякового борщу — українське.
На думку багатьох експертів, саме з України борщ поширився на різні території й так органічно там прижився, що кожна країна вважає його для себе традиційним.
Зустрічаються борщові назви в білоруській, литовській і російській кухнях, але пріоритет розробки рецептури залишається за українцями.
З української кухні борщ увійшов у російську кухню. У російську мову слово «борщ» у значеннях «суп із буряка з капустою», «перша страва з буряка з капустою» було запозичене з української мови в XIX ст..
У США «борщовим поясом» називають місцевості, де жили євреї-іммігранти зі Східної Європи. У більшості випадків можна простежити, що українські землі були епіцентром, з якого борщ як страва і культурне явище розходився «борщовим поясом».
Борщ почали готувати ще в пізньому Середньовіччі. Борщ міг потрапити до кухонь сусідніх країн шляхом культурних запозичень.
Страву схожу на борщ описував давньоримський кулінар Марк Ґавій Апіцій в своїй книзі «Про кулінарне діло римлян», що жив ще за часів земного життя Ісуса Христа.

### Ранні документальні свідчення
У 1584 році була задокументована, імовірно — найперша згадка про український борщ у Києві, у щоденнику німця Мартина Ґруневеґа під час його відвідин Києва:
Ґруневеґ не описав рецепту борщу, але з наведеної цитати очевидно, що йдеться про так звану «першу страву», оскільки це одночасно і їжа, і питво, тобто вона є рідкою за своїм складом.
На думку історика-джерелознавця Олексія Сокирка, Ґруневеґ застав уже усталену традицію приготування борщу в Україні. Починаючи з XVII століття, від Перемишля до Гадяча, борщ згадують в Україні як звичну страву: згадки про борщ, як про щоденну і як святкову страву трапляються у документах монахів, спудеїв, козаків, селян, старшини різного достатку. Борщ був універсальною стравою, різнилися інгредієнти, що вказували на суспільний стан. Традиція приготування борщу, різних його варіантів, покриває всю територію України того часу.
Московська книга «Домострой» (XVI ст.) містить ранню письмову згадку про сіяння, варіння та сушіння рослини «борщ» (Heracleum, борщівник), стебла якого могли вживати в їжу й сирими (цитату перекладено з перекладу В. В. Колєсова на сучасну російську):
У деяких виданнях «Домострою» XVII століття старомосковською мовою (зокрема у двох редакціях Яковлєва) у тому ж місці згадується також приготування «щі і розведеного борщу» (рос. щи и разведенои борщъ дѣлати):
На думку історика архітектури Дмитра Петрова, вжите тут слово «волога» мало багато значень, серед яких «рідкі супи», «приправа до їжі», «будь-яка їжа», «їстівні запаси»; слово «волога» тут поставлено в один ряд із щами та борщем і означало «рідкі супи». На думку інших авторів, словом «борщ» тут називалася рослина «борщівник», яку автор «Домострою» наполегливо радив розводити на городі.
В історичних словниках української мови зафіксовано ще декілька хронологічно близьких до 1584 року згадок про борщ. Так, в «Історичному словнику українського язика» Євгена Тимченка слово «борщик» (у джерелі XVI століття «Ганна Монт») витлумачено як здрібнілу назву страви від слова «борщ». Словник української мови XVI — першої половини XVII ст. тлумачить слово «борщик» як пестливу назву страви; слово «борщ» як назву рослини «борщівник» («acantha, борщъ; herpacant[h]a, бо(р)щъ»); та як власну назву — «Иванъ бо(р)щъ».
У 1598 році православний полеміст Іван Вишенський писав про селян, які з однієї мисочки «поливку албо борщик хлепчют»:
На думку історика Сергія Леп'явка, слово «поливка» в наведеному контексті означало загальну назву рідкої страви, тоді як борщ вже мав своє власне ім'я. Назва «борщ» зафіксована тут як демінутив. Словник української мови XVI — першої половини XVII ст. витлумачує слово «борщик» у цій цитаті, як назву страви. У перші роки XVII ст. занотовано, що якийсь чоловік випив аж три миски борщика.
Польський ботанік Шимон Сиренський (1541—1611) писав у своєму «Зільнику» (видання 1613 року) про борщ як овоч, із якого готували «поливку борщ» — вид супу:
Англійський мандрівник Річард Джемс, який відвідав у 1618 році північ Росії, записав у своєму словнику значення слова «борщ»:
Станіслав Чернецький, польський шеф-кухар палацової кухні князя Олександра Любомирського, у кулінарній книзі «Compendium ferculorum», що видана 1682 року, згадує такі квасні супи як «королівський борщ», «простий борщ», «борщ із оселедцем», «цитриновий борщ». Королівський борщ при цьому готували із квасу з ферментованих житніх висівок і риби. Збірник рукописних рецептів з двору Радзивілів (приблизно 1686 року) містить інструкцію приготування борщу із борщівника, затертого з маком або меленим мигдалем.
У 1713 році приготування борщу згадується в судовій справі, на суді Новомлинська в Гетьманщині.
У 1755—1759 роках борщ згадується серед страв для префекта, оточення професорів та монастирської верхівки Києво-Могилянської академії.
У 1788 році російський історик Іван Болтін писав:
У 1805 році Отто фон Гун, лікар і секретар графа Олексія Розумовського, відвідавши Яготин під час своєї подорожі Україною, згадував український борщ «із різних м'яс» серед інших «чотирьох місцевих національних страв, які тільки в Малоросії і вміють добре готувати».
У 1842 році Федір Шимкевич, укладач «Корнеслова російської мови», писав, що щам, повсякденній страві в Росії, у Польщі відповідає капусняк, а в Україні — борщ.

### Перші згадки про буряковий борщ

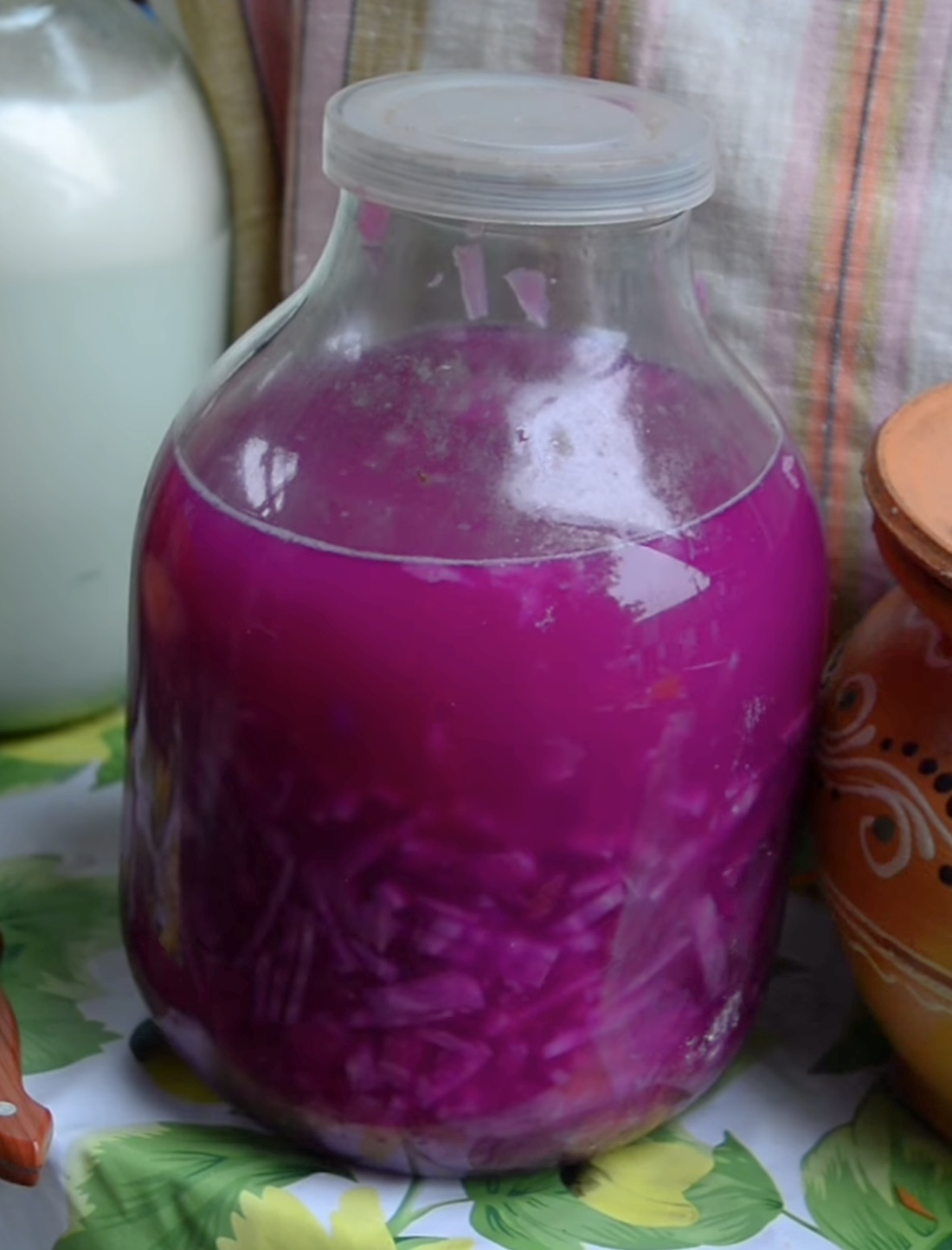
Буряковий квас, на якому готують традиційний український борщ.

Згідно з «Історичним словником українського язика» Євгена Тимченка, у XVIII столітті борщем називали «кислу юшку на сирівці або з оцтом, з буряками й капустою», а також «буряковий квас на борщ».
У книзі «Подорож до Сибіру в 1761 році» французького астронома Жана Шаппа, яку було видано в 1768 році, згадується про те, що мешканці на території сучасної Білорусі їли суп на соку буряків, який вважали дуже смачним, та називали його «Barsez».
У 1772 році борщ на буряковому квасі згадується в монастирі Центральної Наддніпрянщини.
Найраніший відомий рецепт бурякового борщу було опубліковано 1779 року у книзі Сергія Друковцева «Куховарські записки» (рос. Поваренные записки). За Друковцевим, борщ готувався із овочів та різних видів м'яса із додаванням оцту.
У 1781 році російський історик і етнограф Андрій Меєр писав, що в Україні збирають коріння і листя рослини акант (Acanthus sativus, vel Mollis Virgilii), квасять разом із червоним буряком і варять «свій борщ або бураки». У Росії тим часом вживали в їжу сире стебло цієї трави.
В «Описі Харківського намісництва» 1785 року, що має опис культури харчування українців, серед інших страв, розповідалося про борщ.
В «Описі Полтавської губернії» 1809 року згадується приготування борщу місцевими жителями:
У 1826 році Олексій Павловський уклав «опытъ Малороссийского Словаря», де слово «борщ» переклав російською як «щі» та описав приготування «справжнього малоросійського борщу» — на хлібному квасі-сирівці, з буряком або капустою, з яловичиною або птахами, засмаженими яйцями, салом, пряними травами та сметаною.
У 1820—1830-х роках фольклорист Микола Маркевич зібрав матеріали, які були опубліковані лише в 1860 році, де серед іншого він описав страви та напої української кухні, в яких описав борщ: з капустою, буряком та м'ясом, що варили на буряковому квасі, затовчували салом, а при подачі страви клали сметану. Під час посту, замість м'яса, сала та сметани, клали рибу й конопляну олію з підсмаженою цибулею.
У 1847 році Другий відділ Імператорської Академії Наук у «Словнику церковнослов'янської та російської мови» надав пояснення слову «борщ» у двох значеннях: «1) Рослина Heracleum sphondylium; 2) У малоросіян: квашений буряк і юшка, що готується з яловичиною та свинячим салом».
У 1849 році Микола Арандаренко в «Записках про Полтавську губернію» писав про борщ, як повсякденну страву селян: «Звичайні повсякденні страви: борщ з м'ясом та особливо зі свинячим. Борщ вариться на квасі особливого роду. Цей квас робиться з хлібного борошна без заварки й називається сирівець. У борщ кладуть також різного роду м'ясо: гусяче, яловиче, свиняче, кладуть трохи свинячого сала, підсмажуючи його і трохи свинячої ковбаси. Завжди кладуть квашений буряк, а іноді трохи капусти свіжої або квашеної з качанів. Заправляють борщ затертим пшоном, з домішкою сметани».
У 1855 році Олександр Афанасьєв-Чужбинський описав слово «борщ» у двох значеннях: «1) Страва, яку готували на сирівці та додавали заправку: квашений буряк, гичку, яглицю, лободу, щавель, свіжу капусту й просяну крупу; 2) Рослина heracleum sphondylium. = Борщище (зб.) = Борщик (зм.).».
У 1877 році Павло Чубинський писав, що борщ — майже щоденна страва українців. Борщ складався з капусти, буряка, квасолі, картоплі, що варили на буряковому квасі або сирівці, затовкували салом із цибулею та ставили в горщику в піч, щоб борщ «упрів». У пісні дні замість сала клали пісну олію, підсмажували цибулю, іноді гриби та рибу. Такий борщ готували більшу частину року. Багаті люди, по неділях та святкових днях, клали в борщ яловичину, свинину або баранину, іноді курку, бідні ж — тільки у великі свята. Навесні, замість капусти й буряків, клали різну зеленину: щавель, кропиву, лободу тощо, влітку — молоду квасолю в стручках, восени — свіжу капусту та буряки.
У «Словнику російської мови», працю над яким ще в 1891 році розпочав Другий відділ Імператорської Академії Наук, академік Яків Грот надав таке визначення борщу:
«квашений буряк і юшка, що готується з яловичиною та свинячим салом, спочатку Малоросійська страва».
Історик кулінарії Лідія Артюх у своєму історико-етнографічному дослідженні, в параграфі про «борщ із капустою» описує борщ, який виготовляли по всій Україні переважно однаково. Основними його інгредієнтами були буряк і капуста. Буряк завжди квасили. Додавали буряковий квас, картоплю, капусту, моркву, іноді квасолю. Борщ варили у горщику в печі. Заправляли цибулею, смаженою на олії чи на салі, або цибулею з часником, затовкували старим салом у салотовці (ковганці). На Лівобережжі заправляли переважно затовченою заправкою, на Правобережжі — засмаженою. На Поділлі засмажену на салі цибулю розтирали макогоном у макітрі.
У кулінарних книгах рецепти борщу з буряка з'явилися усередині XIX століття, оскільки до того українських книг не існувало.
За інформацією ТСН борщ посідає третє місце за популярністю серед традиційних страв різних країн та регіонів (після хачапурі, грузинської хлібної страви з сиром, та чевапчичі, балканських смажених ковбасок із перемолотої яловичини чи свинини з цибулею і приправами). Разом з тим сайт TasteAtlas надає інформацію, що борщ є найпопулярнішою стравою в Україні. За версією американського видання CNN борщ належить до одного з 20 найсмачніших супів у світі.

## Види борщу
В українській кухні існують три головні різновиди борщів:
- Гарячі борщі (більш розповсюджені у кухні різних народів ніж холодні борщі):
  - Червоний — готують із буряку.
  - Зелений — готують із молодого щавлю чи іншої зелені.
- Холодний борщ.

Існує багато регіональних різновидів борщу. У різних регіонах України борщ готують по-різному, звідси і його назви: київський, полтавський, чернігівський, львівський та інші (їх налічується до 30 видів), але найпоширеніший борщ український з пампушками. Традиційним для Львова вважається борщ без капусти, для Києва — з бараниною та яловичиною, для Полтави — на гусячому бульйоні, а в борщ по-харківськи додають пиво. На Галичині відомий прозорий борщ на буряковому квасі з вушками, що начинені грибами і чорносливом. На Прикарпатті роблять гуцульський борщ із білого буряка.
Різниця між місцевими варіантами борщів полягає у різновиді бульйону: кістковому, м'ясному, м'ясокістковому з різних сортів і поєднань м'яса (яловичини, свинини, свійської птиці), а також, у виді обробки буряку (тушкування, запікання або варіння). Крім того, овочевий набір для борщу може бути різним. Маючи основу (буряк, морква, капуста, цибуля), у борщу є безліч варіантів — із пастернаком і селерою, затертий і засмажений чи засічений, заправлений борошном чи кашею, зі свининою чи з грибами тощо.
Відомі також:
- борщ із рибою (або просто пісний борщ, був поширений в Україні у XVIII—XIX ст.)[108]
- білий борщ (борщ із капусти)[69]
- чорний борщ (борщ із червоних буряків із кров'ю)[69]
- кислий борщ (борщ із квашеної капусти)[109]
- лободяний борщ (борщ із лободи)[109]
- південний борщ (без буряка, але з помідорами)[11]
- таганрозький борщ («рудий» борщ із томатів і бичачих хвостів)[110][111]
- борщ із сироватки (зварений із сироватки з крупою, заправлений сметаною із борошном)[112]

Зустрічається борщ із лісовими ягодами. Наприклад, на Поліссі ранньою весною варили борщі без буряка, а борщ підкислювали ягодами, які збирали в лісі, зокрема, журавлиною. Із ягід також роблять холодний борщ.
Згідно з деякими кулінарними книгами та навчальними посібниками, буряк є обов'язковою складовою всіх борщів, включно із зеленим борщем. Однак це суперечить іншим джерелам, у яких борщ не розглядається суто як бурякова страва.
На свята чи в недільні дні його варили на м'ясній юшці, а під час посту борщ варять на олії, з грибами, подекуди з рибою.

### Червоний борщ

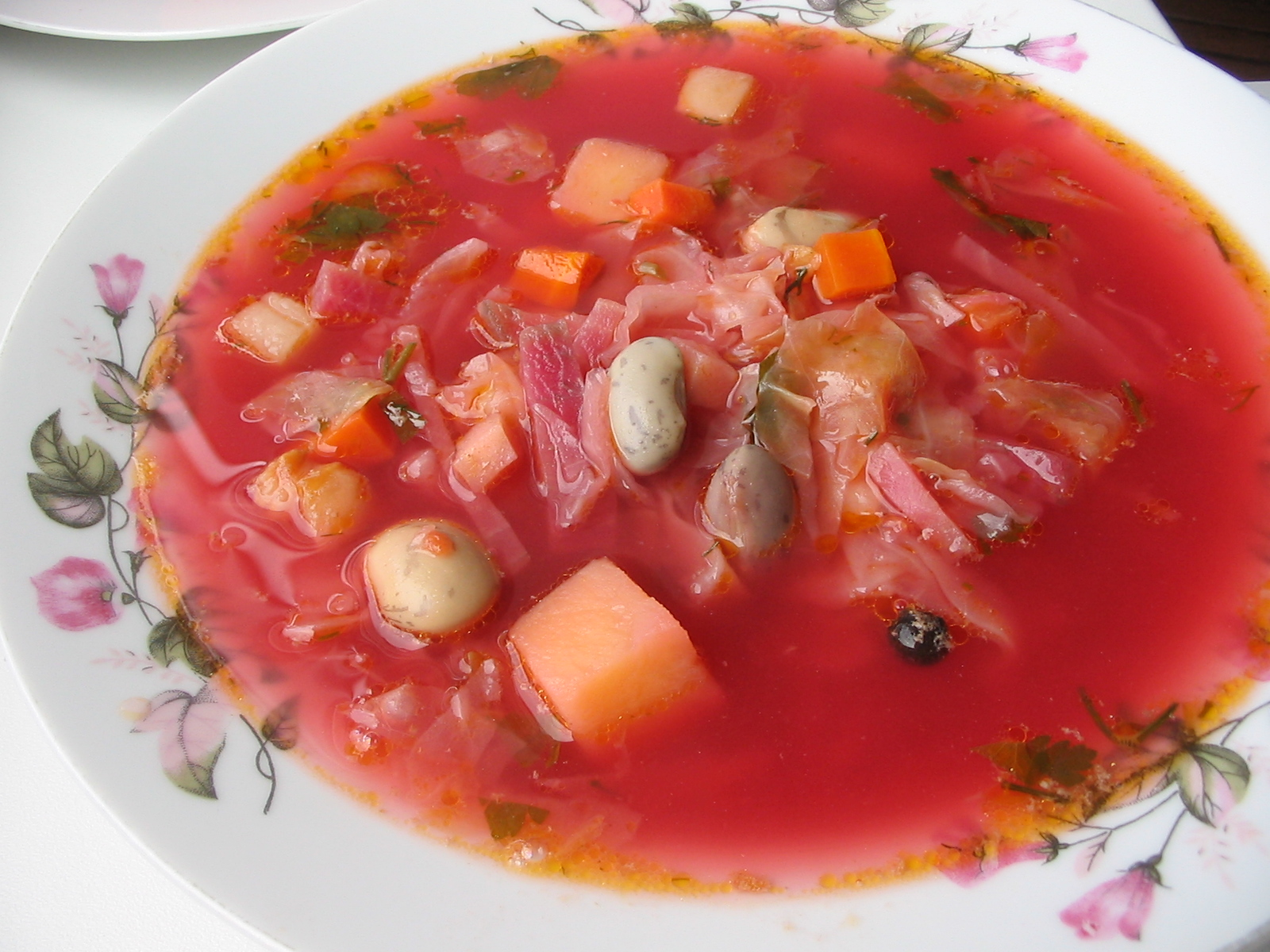
Борщ із квасолею та грибами.

Червоний (або борщ із капустою) — це найпопулярніший борщ в Україні, його готують із капусти, картоплі (з другої половини XIX століття), моркви, цибулі, петрушки, кропу та буряку. Раніше буряк для борщу завжди квасили і борщ варили на червоному буряковому квасі Червоний борщ як правило варять на м'ясокістковому росолі, хоча історично він був простою їжею селян і м'ясо клали лише на свята, в будень — затовкували або засмажували салом (також і старим салом) із часником і цибулею. Заквашують борщ квасом зі столового буряка, лимонною кислотою, оцтом, свіжими помідорами чи пастою з них. Також червоний борщ подекуди готують із рибою.
Борщ звичайно зафарбовують червоним городнім буряком (як коренеплодом, так і квасом із нього). Для кислоти додають також квас-сирівець, сироватку чи маслянку чи квас із цукрового буряку, а при подачі на стіл в особливо урочисті дні забілюють сметаною. Гострого смаку додає борщу червоний стручковий перець, особливо поширений на півдні України.

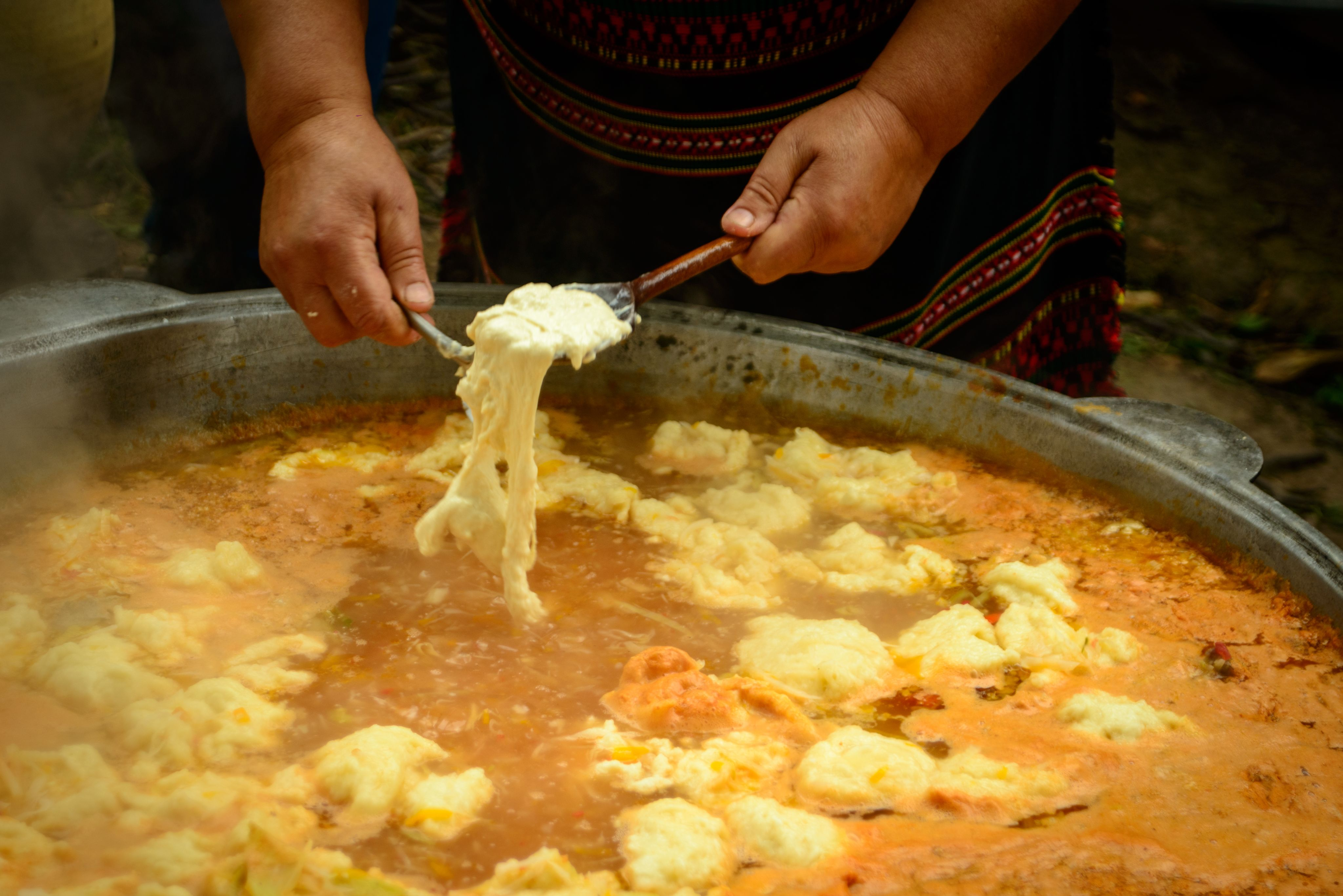
Борщ із галушками у великому казані.

Борщ готують із квасолею (Середнє Подніпров'я, Полтавщина, Поділля), додають до нього злегка підсмажене борошно (затирати борщ), пшоняну або гречану кашу (Південь України), а на Полтавщині нерідко й галушки. На Поділлі для закваски борщу готують спеціальний квас із запарених житніх висівок — грису. На крайньому заході України борщ готують дуже рідкий, лише з буряками (без капусти й картоплі), заправляючи засмажкою, а для кисло-солодкого смаку додають сік свіжих вишень або яблук. У піст борщ варять без сала й без м'яса, лише на олії, проте додають до овочевої юшки гриби, в'ялену, сушену або свіжу смажену рибу.
Червоний борщ широко вживають не лише як повсякденну обідню страву, але й як ритуальну.
У червоному борщі для закваски сьогодні використовують свіжі помідори, томатний сік, соус або пасту. Широко розповсюдившись, ці додатки витіснили буряковий квас у 1920—1930-х роках. Тоді ж на півдні почали додавати до борщу солодкий перець, ротунду.

### Зелений борщ

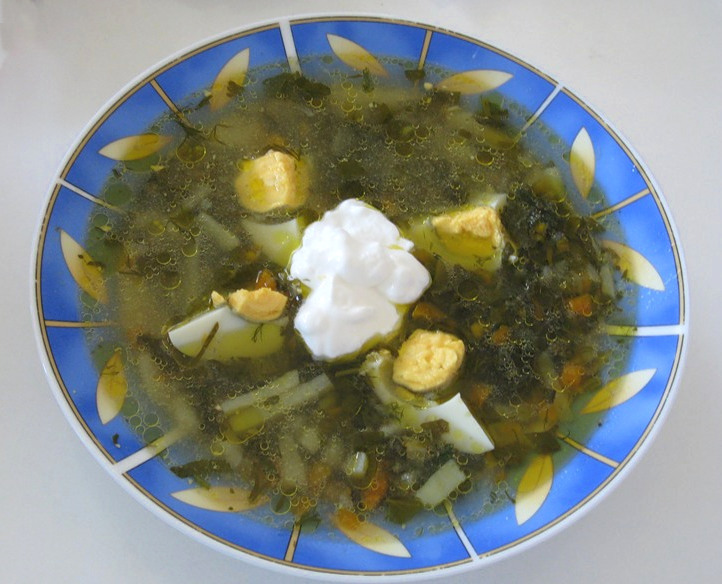
Український зелений борщ.

Зелений, щавлевий або весняний борщ. Його варять навесні, з молодою зеленню. Готують із молодого щавлю, картоплі та додають також порізане зварене яйце та заправляють сметаною. Його готують також з кропиви або лободи, чи додають покришене молоде листя буряка, заправляючи суп сметаною або сироваткою, чи маслянкою. До миски кришать круто варене яйце. Щавлевий борщ у піст готують без сала і м'яса, на олії, з грибами й рибою. Щавлевий борщ зберігся як страва до наших днів майже без змін.

### Холодний борщ

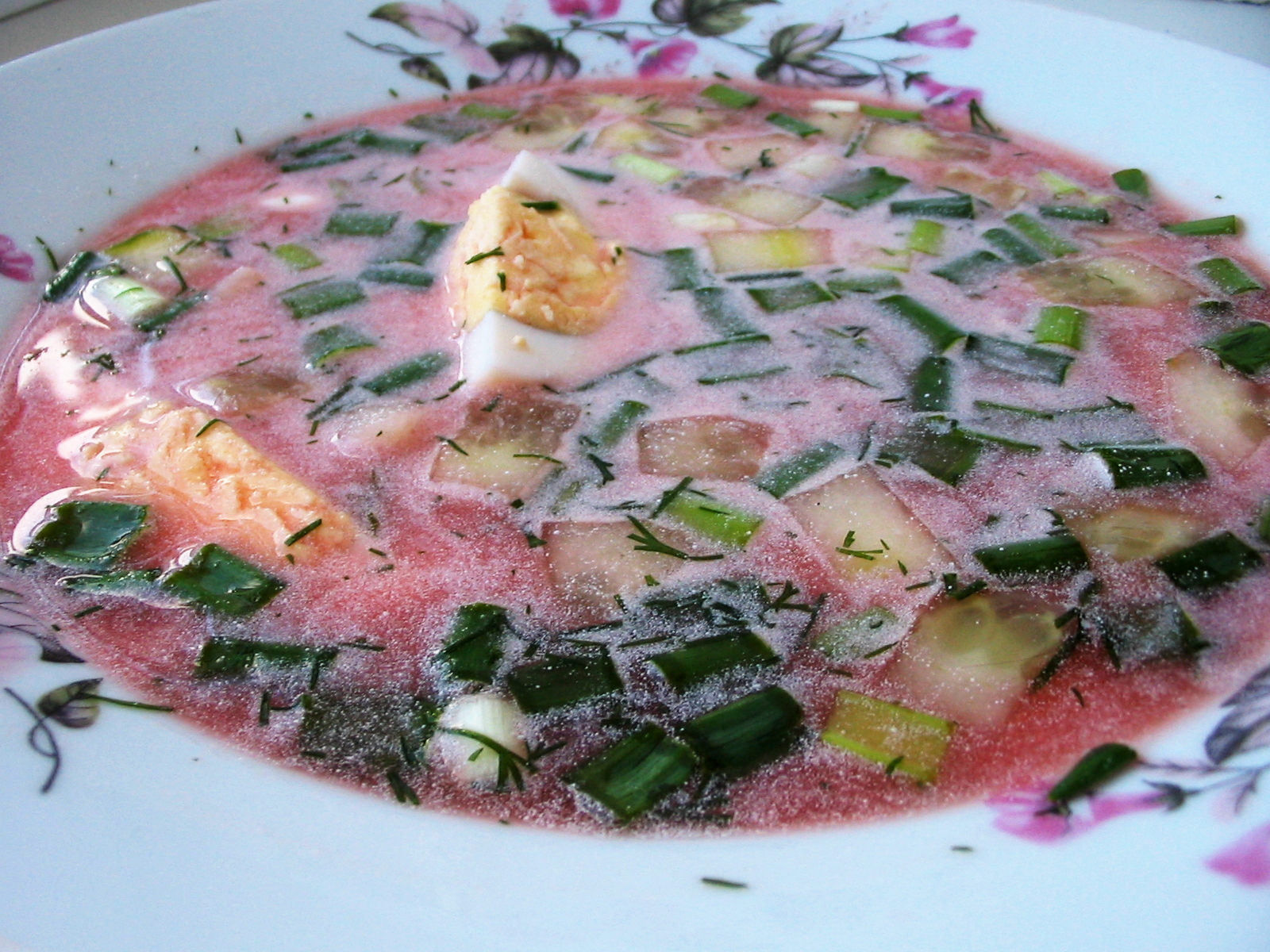
Холодний борщ.

Холодний борщ або холодник готували на початку літа. Варили лише буряк та картоплю, решту продуктів клали сирими. Молодий городній буряк варять, ріжуть соломкою, заправляють квасом-сирівцем, сироваткою чи маслянкою, або сметаною. Додають свіжу зелень петрушки, кропу, цибулі, часнику, за можливості круто зварені яйця. Це сирий борщ, оскільки варять лише буряк. Їдять охолодженим, нерідко з вареною картоплею замість хліба. У сучасній кухні існує безліч різноманітних рецептів холоднику.

## Основи приготування борщу
Смакова гама борщу є складною та поєднує різні смакові нюанси. Борщ має бути солодким, з легкою кислинкою й перчинкою та в міру гострим. Традиційний український борщ не мусить бути кислим.
Найкращі українські борщі готують на бурякових настоях і квасах
Для південно-східної Чернігівщини, Полтавщини і Слобожанщини характерне додавання у борщ цукрового буряку, на Поділлі — в'ялених слив-угорок, що надає страві характерної солодкуватості. У старій Україні борщ підкислювали квашеними яблуками, солоними огірками, лісовими кислицями. У західних регіонах додавали сік вишень або яблук. Готували борщ на буряковому квасі, сколотинах, сироватці, на Слобожанщині — на домашньому пиві, на Поділлі вживали грис — квас із запарених висівок.
Згідно з деякими джерелами, столовий буряк є обов'язковим компонентом усіх борщів, включно з зеленими. Він надає страві основний смак і забарвлення. До буряка додають ще два десятки компонентів, що не пригнічують буряковий смак, а лише відтіняють та розвивають його. В багатьох рецептах солодкість буряка врівноважують додаванням хлібного або бурякового квасу. Буряк у борщі може бути свіжим, квашеним, у формі бурякового розсолу чи бурякової гички (листя). До ранньомодерного часу при приготуванні борщу використовували саме гичку. Сорти буряків із солодким червоним коренем у Східній Європі з'явилися не раніше XVI століття.
Інші джерела не розглядають борщ суто як бурякову страву. Згідно з даними української експедиції «Борщ у дії» (2020), буряк  вважали основним інгредієнтом борщу 90,2 % респондентів. До зеленого борщу, головним інгредієнтом якого називали щавель, буряк могли не додавати.
Поширеною заправкою для борщів є сметана. Вона входить до складу майже всіх борщів, крім одеського і литовського, що готуються на курячому й гусячому бульйонах.
Традиційний український борщ варять із картоплею або без неї, із свіжою або квашеною капустою або без неї. Моркву, ріпчасту цибулю, петрушку (корінь) і зелень петрушки, кропу кладуть у всі борщі. Залежно від виду борщу в нього додають капусту, картоплю, перець солодкий, квасолю, чорнослив, гриби, галушки і різноманітні м'ясні продукти (м'ясо, свинокопченості, сосиски, сардельки, фрикадельки). Овочі і картоплю нарізують по-різному. Для борщу з квасолею, полтавського, селянського і флотського буряки й овочі нарізують скибочками, для інших — соломкою, а картоплю відповідно — кубиками, часточками або брусочками.
До появи у Східній Європі картоплі в борщ додавали корінь пастернаку, боби, пшоно, гречку, підсмажене борошно, убивали сирі яйця, про що свідчить прислів'я «Бий, жінко, два яйця в борщ, хай пан знає, як хлоп уживає». У XIX столітті в борщ почали додавати картоплю й помідори.
Крім того, важливими відмінними рисами борщу є велике, рясне використання в ньому пряних рослин, а також і те, що рідка частина борщів лише частково складається з води (вода йде на виварку м'яса або кісток), а головним чином зі спеціальних борщових рідин; квасу-сирівця, бурякового квасу, бурякового розсолу або в крайньому разі — звичайного хлібного квасу. Вибір тієї чи іншої рідини залежить від складу борщу, пов'язаний з його найменуванням і надає, природно, вплив на загальний смак страви. Ось чому львівський борщ не схожий на одеський, полтавський на волинський, чернігівський на київський, закарпатський на харківський тощо.
Як правило, борщі готують на м'ясному, кістковому або змішаному м'ясо-кістковому бульйоні, чи овочевому. Правильно підготовлений бульйон — основа хорошого борщу. Бульйон для борщу зазвичай готують із грудинки, рідше з тонкого і товстого краю або завитка. Кістки завжди заздалегідь дроблять вздовж, а хрящові частини рознімають. Тривалість варіння кісток 4—6 год, м'яса — 2—2,5 год. Після того як вода закипить, бульйон продовжують варити на слабкому вогні. При варінні м'ясо-кісткового бульйону спочатку варять кістки, а потім, за дві години до закінчення їх варіння, закладають м'ясо і варять до готовності, після чого м'ясо виймають з бульйону й починають готувати на бульйоні овочеву частину борщу, куди знов закладають м'ясо лише за 10—15 хв до повної готовності борщу. До кінця варіння в борщі повинне залишатися не більше 1,5 склянки чистого бульйону з розрахунку на порцію, тому води на початку варіння слід наливати набагато більше, ніж передбачається отримати бульйону.
Кілька слів про співвідношення м'яса в борщах. Яловичу грудинку й свинину зазвичай закладають у пропорції 2:1 або 1:1. Крім того, вже після закінчення варіння основного бульйону в деякі види борщів іноді додають невеликі кількості баранини, шинки, сосисок, домашньої ковбаси в дрібно нарізаному вигляді з розрахунку 1:4 по відношенню до основного м'яса борщу. Борщ може бути приготований також на гусячому або курячому бульйоні (полтавській і одеський). У цьому випадку додавання іншого м'яса виключене.
Особливістю підготовки овочевої частини борщу є попередня роздільна обробка. Буряк, наприклад, тушкують завжди окремо від інших овочів. Попередньо збризкуючи оцтом (або додають лимонної кислоти, лимонного соку), що необхідно для збереження червоного кольору, кладуть у розігрітий жир (сало, олія) і тушкують до готовності. Іноді буряк печуть або варять до напівготовності в шкірці і тільки потім очищують, ріжуть і опускають в бульйон.
Дрібно нарізану цибулю, нарізані соломкою моркву і петрушку пасерують разом 15 хв, при цьому овочі повинні бути покриті жиром. Перед закінченням пасерування в овочі додають томат-пюре або дрібно нарізані помідори і продовжують пасерувати доти, поки жир не забарвиться під колір помідорів.
Дуже важливо послідовно закладати овочі в бульйон — у суворій залежності від тривалості варіння їх. Картоплю закладають за 30 хв до готовності борщу, капусту — за 20 хв, буряк у підготовленому тушкованому вигляді — за 15 хв, пасеровані овочі (цибулю, моркву, петрушку) — за 15 хв, прянощі — за 5—8 хв, часник (окремо від решти прянощів) — за 2 хв.
Основний вид жиру, який використовують для борщів, — свиняче сало. Його товчуть або розтирають у ступці з часником, цибулею і зеленню петрушки до утворення гладкої маси і заправляють нею борщ за 2—3 хв до готовності. Більшість борщів для додання їм своєрідного кислуватого смаку готують не тільки на воді, а на квасі — сирівці, на соку квашеного буряка і на буряковій заквасці (настоях), додаючи їх переважно після варіння м'яса в готовий бульйон, прагнучи не піддавати тривалому кипінню.
Засмажку готують на смаженому салі або смальці і тільки лише за їх відсутності — на олії або іншому жирі. До засмажки входять морква, цибуля, подрібнені або перетерті томати, або томатний сік чи паста. Утім, борщ на помідорах завжди смачніший за приготовлений на томаті. У традиційному, класичному українському борщі прянощі, як правило, не вітаються. Проте зелень петрушки чи кропу додають майже завжди. Із спецій використовують чорний перець та іноді лавровий лист.
Цікавим на смак є так званий товчений борщ. Товчуть старе сало або розтирають у ступці з часником, цибулею і зеленню петрушки до утворення гладкої маси і заправляють нею борщ за 2—3 хв до готовності. Але в цьому випадку сало має зістаритися не в холодильнику, а в дерев'яному ящику, пересипане стружкою або крупною тирсою. Тоді сало зістариться на кшталт сиров'яленого і буде надзвичайно смачним і духмяним. Саме борщ «затертий пшонцем і затовчений старим салом» був улюбленою стравою Тараса Шевченка (який також любив і писав про борщ із сушеними карасями). Борщ із товченим старим салом відомий і в Росії: на Донщині («борщ по-козацьки») і на Кубані («кубанський борщ»).
Доведений до готовності борщ ставлять на дуже слабкий вогонь газової плити або просто зрушують на край звичайної плити, щоб він не дуже охолов, і дають настоятися ще 20 хв, після чого подають на стіл. Таким чином, приготування борщу віднімає принаймні 3 год, а при варінні на кістковому бульйоні — навіть 5—6 годин.
На думку Володимира Супруненка, такого як у борщі, поєднання овочевих компонентів, способів їх обробки та специфіки закладання немає у найбагатіших і найвишуканіших перших стравах.
У квітні 2021 року було отримано патент на корисну модель № 147121 під назвою «Спосіб приготування борщу „Холодноярського“». Дана модель пропонує інноваційну технологію приготування борщу, яка змінює традиційну послідовність закладки інгредієнтів. Завдяки цій технології, борщ можна готувати в польових умовах, використовуючи лише казан і розливну ложку.

## Інгредієнти

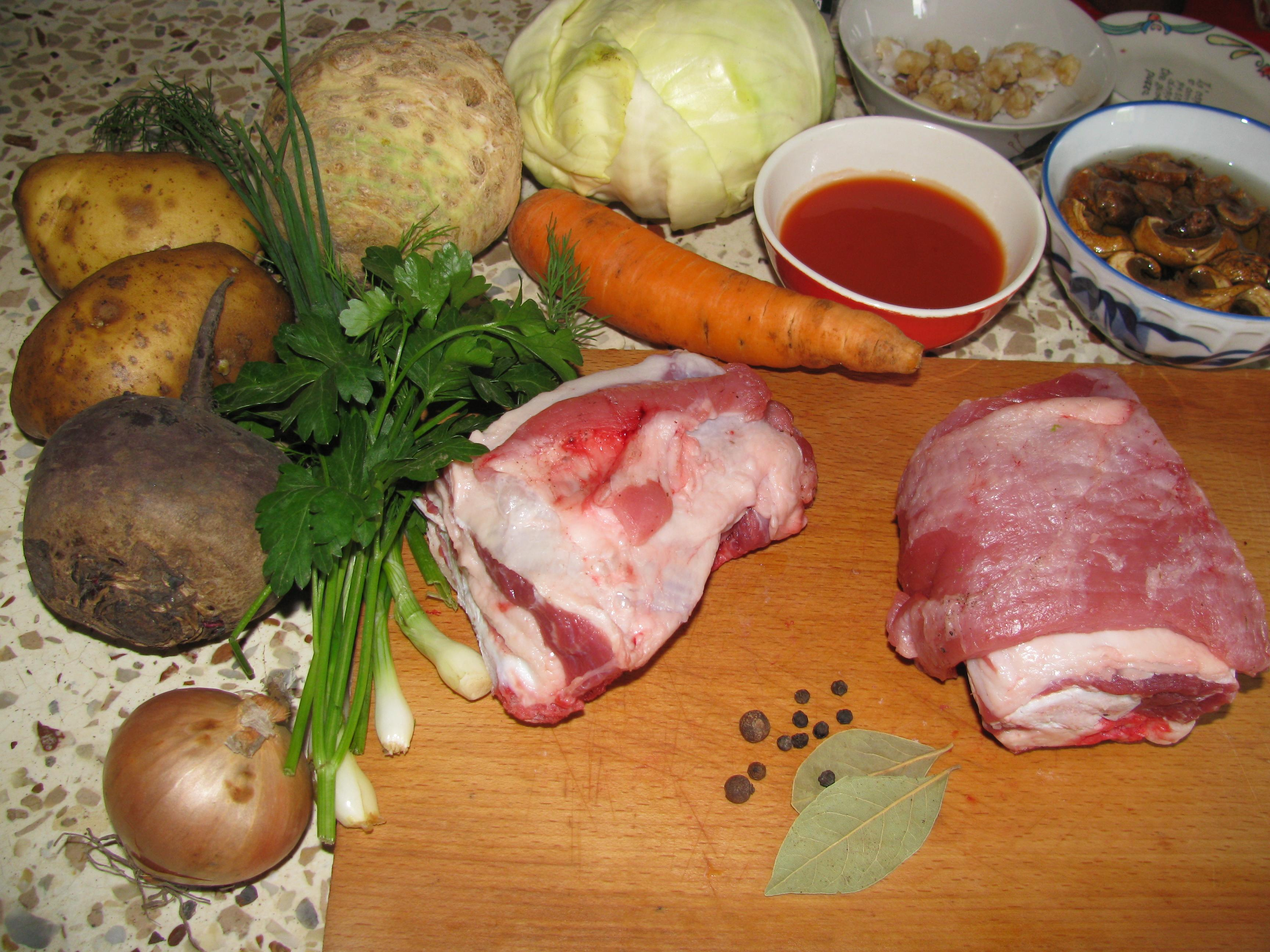
Інгредієнти борщу з грибами.

Борщ характеризується багатоскладовістю продуктів: із городини — буряк, капуста, морква, петрушка, пастернак, селера, цибуля, часник тощо У склад українського й київського борщів входить до 20 найменувань продуктів, полтавського з галушками та зеленого українського — до 18, борщу з карасями — 17, чернігівського — 16, бурякового з грибами — 15 і т. д.
Серед можливих інгредієнтів борщу:.
- борошно
- буряк
- буряковий квас
- вишневий сік[108]
- вуджена груша[108]
- галушки
- гриби
- зелень
- кабачки[21]
- капуста
- картопля
- квас-сирівець[108]
- квасоля
- квашена капуста
- квашений / маринований буряк
- квашені огірки[114]
- корінь петрушки
- корінь селери[21]
- лимон (сік, кислота)[7][114]
- молоко (кисле, свіже)[11][126]
- морква
- м'ясо
- олія
- оцет
- помідори
- пшоно
- риба[108]
- сало
- сіль
- сметана
- солодкий перець
- спеції, приправи
- цибуля
- цукор
- часник
- чорнослив[7][108]
- яблука[7][21]
- ягоди[108]
- яйця

Як м'ясо в борщі можуть використовувати свинину, яловичину, баранину, шинку, сосиски, курятину, качатину, гусятину, бульйон із кісток (без м'яса), бичачий хвіст, потрухи. Сало може бути затовченим із часником, використаним як шпик чи жир або ж свіжим, яке подають разом із борщем.
Серед риби в борщ додають карасів, в'юнів, кільку, оселедці тощо. Риба може бути свіжою, сушеною, в'яленою, соленою, консервованою.
Буряк у борщі може бути вінегретним, ситцевим (рожевим) та білим. Помідори можуть додаватися або свіжими, або як сік чи томатна паста. Як зелень використовують кріп, петрушку, щавель, шпинат, кропиву, бурячиння тощо. Серед спецій використовують лавровий лист, перець, перець чилі, гвоздику тощо.
У холодний борщ також додають свіжі огірки.
У 2018 році на міжрайонному чемпіонаті борщу на Одещині встановили кулінарний рекорд України — найбільше борщове дерево, яке складається з 49 інгредієнтів, які використовують у різних рецептах борщу. Його зафіксували представники «Книги рекордів України».

### Вартість борщового набору
Найпоширеніші інгредієнти борщу складають так званий борщовий набір, який є частиною споживчого кошика українців.
Для відстеження інфляції в Україні використовують вартість борщового набору, який також називають індексом борщу. Овочі «борщового набору» користуються найбільшою популярністю в Україні. Інших овочів українці купують значно менше.
«Індекс борщу» для відстеження споживчих цін рахують також у Росії. Крім відстеження споживчих цін, «індекс борщу» використовують для порівняння паритету купівельної спроможності у країнах, де борщ є поширеною стравою (подібно до індексу БігМака).
Слід зауважити, що «індекс борщу» не стандартизований. При підрахунку «індексу борщу» різні організації використовують різний набір продуктів. Так, аналітики громадського об'єднання «Економічний дискусійний клуб» рахували в 2016 році вартість борщу з яловичиною (а також без м'яса), у той час як аналітики порталу «Слово і Діло» у 2020 році рахували вартість борщу зі свининою та сметаною. Також варто враховувати, що фактична собівартість борщу залежність від кількості порцій для розрахунку — при закупці продуктів у великих об'ємах зростає фінальна ціна, проте знижується собівартість однієї порції. До того ж складові в індексі борщу можуть змінюватися із часом. Наприклад, у 2017 році «Економічний дискусійний клуб» включив до індексу борщу томатну пасту, хоча у 2016 році вона не входила до їхнього індексу.

## Борщ у культурі

### Ритуальна функція

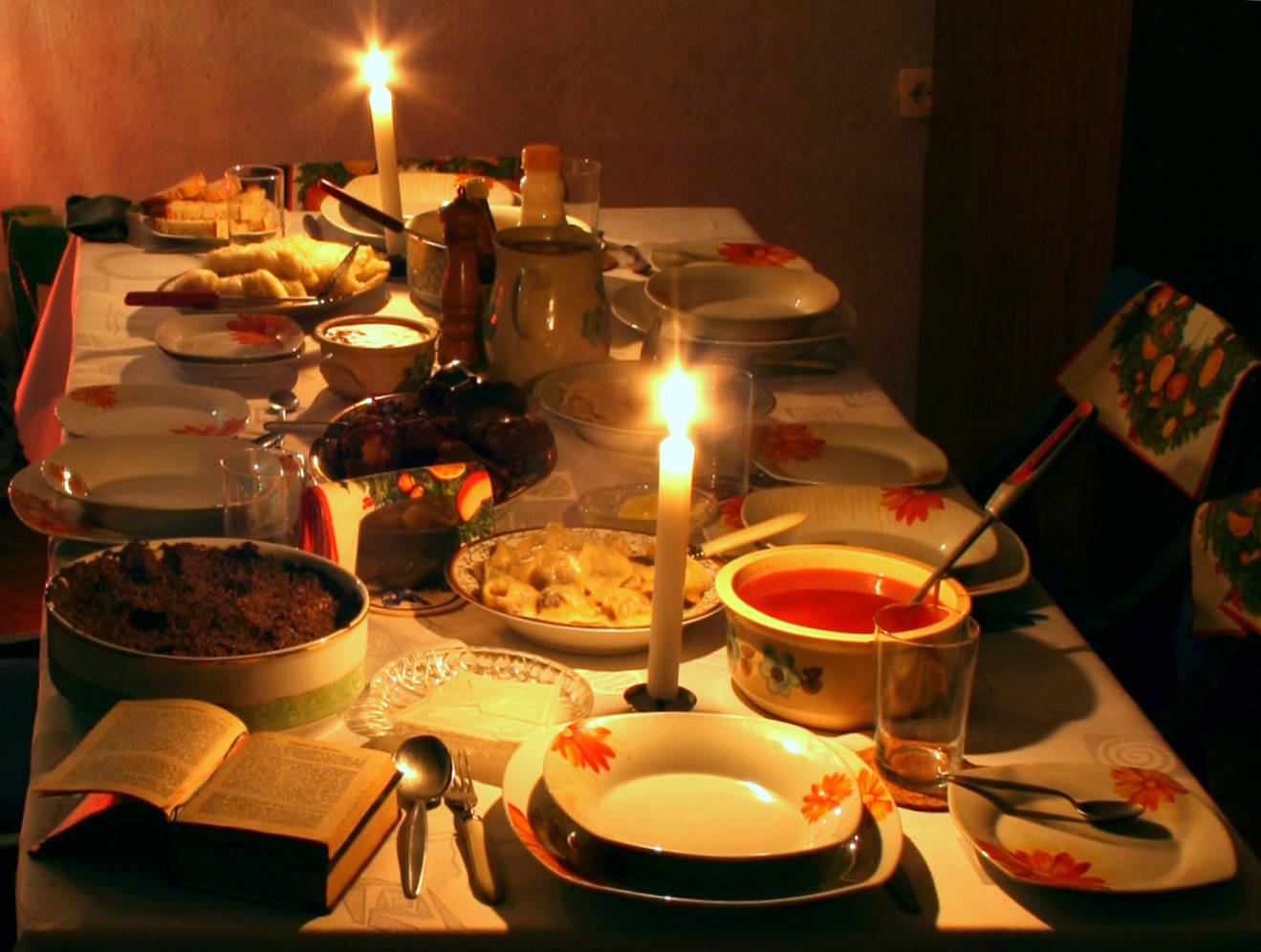
Супник із прозорим борщем серед інших страв у Польщі на Святвечір.

В українській кухні борщ має ритуальне значення. Борщ є однією з обов'язкових весільних страв, його також готують на свята і поминки.
Червоний борщ широко вживали не лише як повсякденну обідню страву, але й на Святвечір і Різдво, Голодну кутю, Великдень, весілля, родини, хрестини, гостини, поминки. Пісний борщ українці готували й готують поряд з 12 стравами на Святий Вечір, а також під час Великого посту. Під час Святої вечері подавали пісний борщ, а на Великдень — м'ясний. Борщ в Україні був і лишається обов'язковою стравою на Святвечір, Різдво, Великдень, другий день весілля, на поминки й гостини. На думку деяких дослідників, в сучасній Україні борщ перестав бути неодмінним атрибутом традиційних застіль на Великдень, Різдво та весілля, проте зберіг свій статус ритуальної їжі у поминальних обрядах (поминальних обідах, Святій Вечері тощо).
Ритуальну трапезу (на родинах, хрестинах, весіллях й поминках) традиційно розпочинають із борщу. У народі борщ називають починайло, голова, хазяїн. Інші страви вживаються до пари, тому й кажуть: «Коли б чим борщ оженить» або «Сьогодні борщ жонатий, є до нього каша». У більшій частині України гарячим борщем розпочинали поминальний обід, а на Поліссі й Волині борщем нерідко завершували обрядову трапезу: «Борщ та каша — остання паша».
Існує припущення, що спочатку в Україні борщ був стравою суто ритуальною. В українських народних обрядах, віруваннях, фольклорних текстах збереглися релікти архаїчних уявлень і ритуалів, пов'язаних із застосуванням борщу як пожертви демонам і силам потойбіччя (предкам, домовикам, русалкам), а також природним стихіям.
До наших днів на Чернігівщині, а на Київщині та Житомирщині донедавна для викликання дощу під час посухи кидали до криниці вкрадений у сусідки просто з печі горщик із борщем. Дніпровські рибалки перед початком промислу кидали у хвилі Славути горщик із борщем, щоб забезпечити собі гарний улов. Борщ був обов'язковим у поминальному обіді, який звали гарячим обідом, — «щоб дідам пара пішла, щоб з парою душа відлетіла». І сьогодні на Діди — поминальні дні перед Масницею, Трійцею та Дмитрівською суботою — поліщуки обов'язково подають до столу пісний, дуже гарячий борщ. Вірять, його парою ласують душі предків, які в цей час відвідують родину.
В Україні борщ використовували у ворожільний сезон. На Катерини (7 грудня) дівчата сходились на спільну вечерю, готували спільний борщ і кашу, а перед північчю обгортали горнець із борщем і кашею новим рушником, вилазили по черзі на ворота й заклика́ли долю на вечерю.
Уміння варити борщ у гастрономічній культурі українців відіграє роль певного вікового переходу і в деяких випадках набуває ознак ініціації. Готування борщу хоч і не має ритуального супроводу, символізує готовність молодої дівчини створити власну сім'ю.

### Власні назви
Про давність борщу та його значення в українському житті свідчить велика кількість топонімів та прізвищ. Село Борщів на Київщині відоме з 1300 року, село Борщовичі на Львівщині — з 1442-го, місто Борщів на Тернопільщині — з 1456-го, село Борщів на Житомирщині відоме з 1606 року. У топонімах збереглися численні Борщагівки. Історична місцевість Борщагівка у Києві згадується з 1497 року. Також є Микільська Борщагівка, Петропавлівська Борщагівка, Софіївська Борщагівка — приміські масиви Києва, Борщагівка Погребищенського району Вінницької області тощо. У списку українських імен-призвиськ від назв страв та харчових продуктів в XVI—XVII ст. є імена-призвиська: Борщ, Борщик, Борщенко, Борщиков. У Реєстрі Війська Запорозького 1649 року є прізвища козаків Борща і Борщенків. Також в Україні є барокові прізвища — Вариборщ, Замниборщ, Звариборщ, Недайборщ, Недайборщенко, Печиборщ, Плюньуборщ, Дідоборщ тощо.

### Борщ у прислів'ях і приказках
Із борщем пов'язана численна низка стійких висловів, що здавна увійшли в українську мову: сідайте борщувати; байка байкою, а борщ стигне; давайте вже доборщимо цей клапоть; чи я тобі межу переорав, чи я тобі в борщ начхав? У словнику української мови Бориса Грінченка від 1907 року міститься понад десяток слів, похідних від слова «борщ». Серед них різноманітні назви борщу — борщик, борщичок, борщище, борщисько, борщувати — їсти борщ, борщівниця — торгівка борщем тощо. На Запорізькій Січі переперчений борщ (так званий «мудрий борщ») використовували для випробування молодих козаків на стійкість і витримку
Українські прислів'я та приказки фіксують глибину вкоріненості борщу в народну культуру. Українцям відомо близько 150 приказок про борщ. Є в українців прислів'я та приказки, яких немає в інших народів, що теж варять перші страви з капустою і буряком. Наприклад: «Байка байкою, а борщ стигне», «Бий, жінко, ціле яйце в борщ: хай пан знає, як хлоп уживає!», «Борщ усьому голова», «Варися, борщ, а я побіжу москаля побачу», «Впав у біду, як курка в борщ», «Дала борщу такого, що аж туман з моря котиться!», «Каша — наша, батьків — борщ», «Дурниці вареники й варяниці, інша справа борщ, — хоч поганий, так до біса!», «Кукурудзу посієш до дощу — матимеш сало до борщу», «Набрав, як борщу на шило», «Борщ та капуста — хата не пуста» та багато інших.
Роль борщу, як основної, щоденної української страви відображена в українській приказці: «Борщ та каша — їжа наша» (порівняно з еквівалентною російською приказкою, де борщ замінюють на «щи»: «Щи та каша — їжа наша»).

### Борщ у художній літературі
У 1619 році ві Львові було надруковано дві інтермедії до драми Якуба Ґаватовича — найраніші з відомих сьогодні українських інтермедій. В одній з них персонаж оповідає, як у сні побував на небі і бачив там золотий за́мок та пишно вбраний стіл: «І пироги тамо були, Та і борщику зварили».
Класик української літератури Іван Котляревський кілька разів згадує борщ серед страв у своїй «Енеїді». Зокрема, так він змалював вдачу українця жартівливою тарабарською мовою:
| Котляревський                                                                                             | Тлумачення                                                                                           |
| Борщів як три не поденькуєш, На моторошні засердчить; І зараз тяглом закишкуєш, І в буркоті закеньдюшить. | Як днів три не поїси борщу, На серці стане моторошно, І зараз кишки стягне, І в кендюсі забуркотить. |

Російський поет Гаврило Державін так почав вірш «Запрошення до обіду» (1795): «Шекснинська стерлядь золота, Каймак і борщ уже стоять» (хоча в первісному рукопису було написано: «Яловичина і щі стоять»). Микола Гоголь у «Повісті про те, як посварився Іван Іванович з Іваном Никифоровичем» згадує про борщ із голубами.
Про борщ із сушеними карасями неодноразово писав у своїй прозі Тарас Шевченко, який також любив борщ «затертий пшонцем і затовчений старим салом».
У гостросюжетному трилері 1997 року «Політика» (Politika: Power Plays 01) Тома Кленсі, Мартіна Грінберга і Джерома Прейслера (де російський націоналіст-терорист Педаченко влаштовує вибухи в Нью-Йорку) американець Бок каже про мафіозі Ніка Рому (Миколу Романова), що «він смердить запахом грьобаного борщу» (stinks like fucking borscht to me).

### Борщ у скульптурі
У 2019 р. в харківському саду імені Тараса Шевченка встановлено скульптуру академіка Вернадського, який варить борщ за рецептом своєї бабусі.

### Борщ у кіно

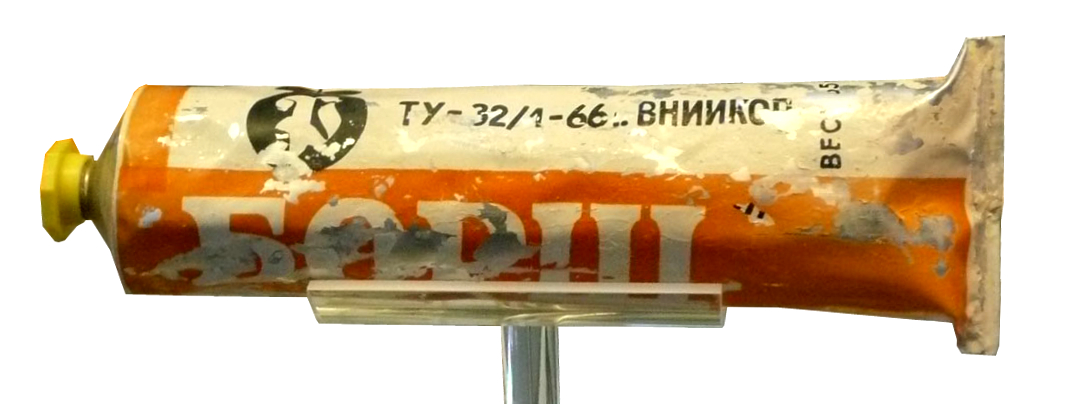
Тюбик із борщем як космічна їжа.

У голівудських фільмах періоду холодної війни борщ був символом культури Радянського Союзу та протиставлявся американській кухні. Так, у стрічці «Занурені в безодню» (1949) популярне комедійне тріо «Три телепні» бореться із шпигуном на прізвище Борщ, що схожий на Йосипа Сталіна. У фільмі «I.Q.» (1994) екранний президент США коментує космічні перегони кулінарним символізмом: «Перший чоловік у космосі їстиме хот-дог, а не борщ».
У 2020 році вийшов документальний серіал «Борщ. Секретний інгредієнт» (авторка ідеї та креативний продюсер — Наталка Якимович, режисер — Дмитро Кочнєв, ведучий — Євген Клопотенко) про регіональні особливості приготування борщу в різних куточках України.

### Фестивалі борщу

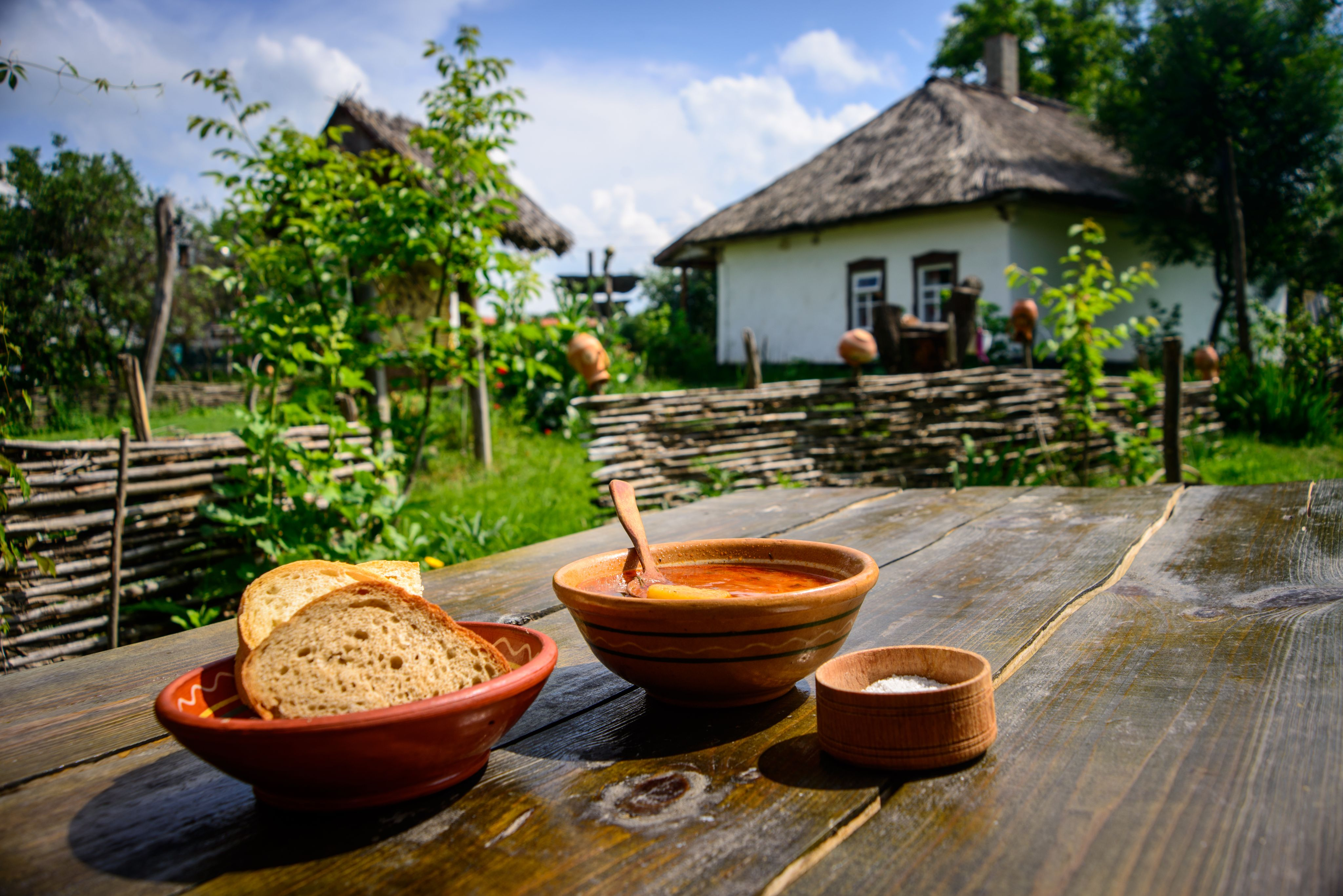
Фестиваль-квест «Борщик у глиняному горщику».

#### В Україні
В Україні поширені фестивалі борщу. Так, місто Борщів, що на Тернопільщині, у вересні проводить щорічний фестиваль «Борщ'їв». У селі Опішня на Полтавщині проходить щорічний фестиваль «Борщик у глиняному горщику». Щорічний фестиваль борщу в селі Правилівка на Вінниччині проводять у рамках проєкту «Театр на городі».
У 2020 році організаторка фестивалю «Борщик у глиняному горщику» Олена Щербань відкрила в Опішні також Музей звареного борщу.
У 2021 році на фестивалі борщу в Києві, де взяли участь господині 25 регіонів України, представники «Книги рекордів України» зафіксували рекорд одночасного приготування борщу.
У 2022 році в Україні планують створити національне свято — День борщу. Однією із ініціаторів відповідних змін до законодавства виступила народна депутатка із Житомирської області.
У 2023 році в ЕтноСадиба «Лялина Світлиця» в Опішні ", (Полтавщина) відбувся Дев'ятий міжнародний гастрономічний ЕтноФестиваль-квест «Борщик у глиняному горщику 2023», де було представлено 90 видів борщу.

#### За кордоном
З 1 жовтня 2023 року, у містах Монреалі та Торонто (Канада) розпочинається фестиваль «Merci Borsch», організований Конґресом Українців Канади та українцями на знак подяки Канаді за підтримку України під час війни. «Merci Borsch» відбудеться 1 жовтня в Café Viger в Монреалі, а пізніше в жовтні — в Торонто. Захід об'єднає поціновувачів української культури та традиційної їжі для святкування та благодійності. Головною метою фестивалю є підняття духу та подяка Канаді за їхню підтримку України в найважчі часи. В ході заходу можна буде скуштувати безкоштовний борщ, який буде представлений в п'яти різних рецептах.
7 липня 2024 року, у португальському місті Кашкайш, що в окрузі Лісабон, проведено благодійний захід «День українського борщу». Кошти зібрані на заході будуть спрямовані на підтримку Збройних Сил України. Організатор події — Спілка українців у Португалії.

## Особливості борщу за країною

### Білорусь

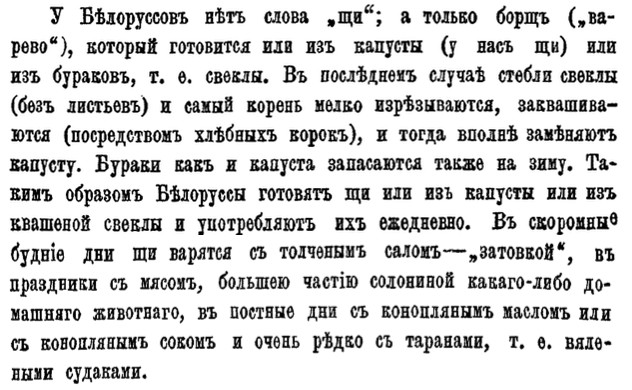
Фрагмент із книги Федорова «Соловки» (1889) про борщ у білорусів.

За свідченням росіянина Петра Федорова кінця XIX століття, білоруси Могильовської губернії називали словом «борщ» свою щоденну страву, яку готували або із капусти, або із квашених буряків:

### Китай

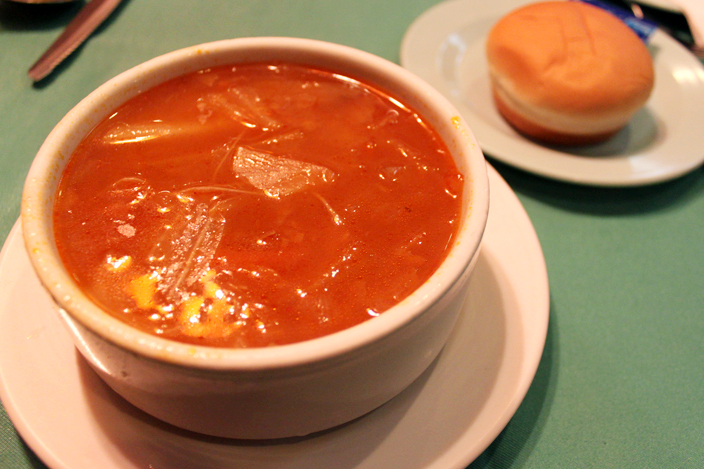
Борщ у Гонконзі, місцевий різновид.

Борщ відомий і в Китаї. Через російських мігрантів, які втекли від комунізму до Шанхаю, а потім до Гонконгу, борщ увійшов до традиційної гонконзької кухні. Оскільки буряки у Шанхаї було знайти важко, замість них використовували червону капусту, бичачі хвости і томати. Китайською борщ знаний як «російський суп» (кит. трад. 羅宋湯, спр. 罗宋汤).

### Литва
Холодний борщ (лит. šaltibarščiai) із буряку є однією з найпопулярніших страв Литви. Зазвичай його подають з окремо приготованою картоплею.

### Польща

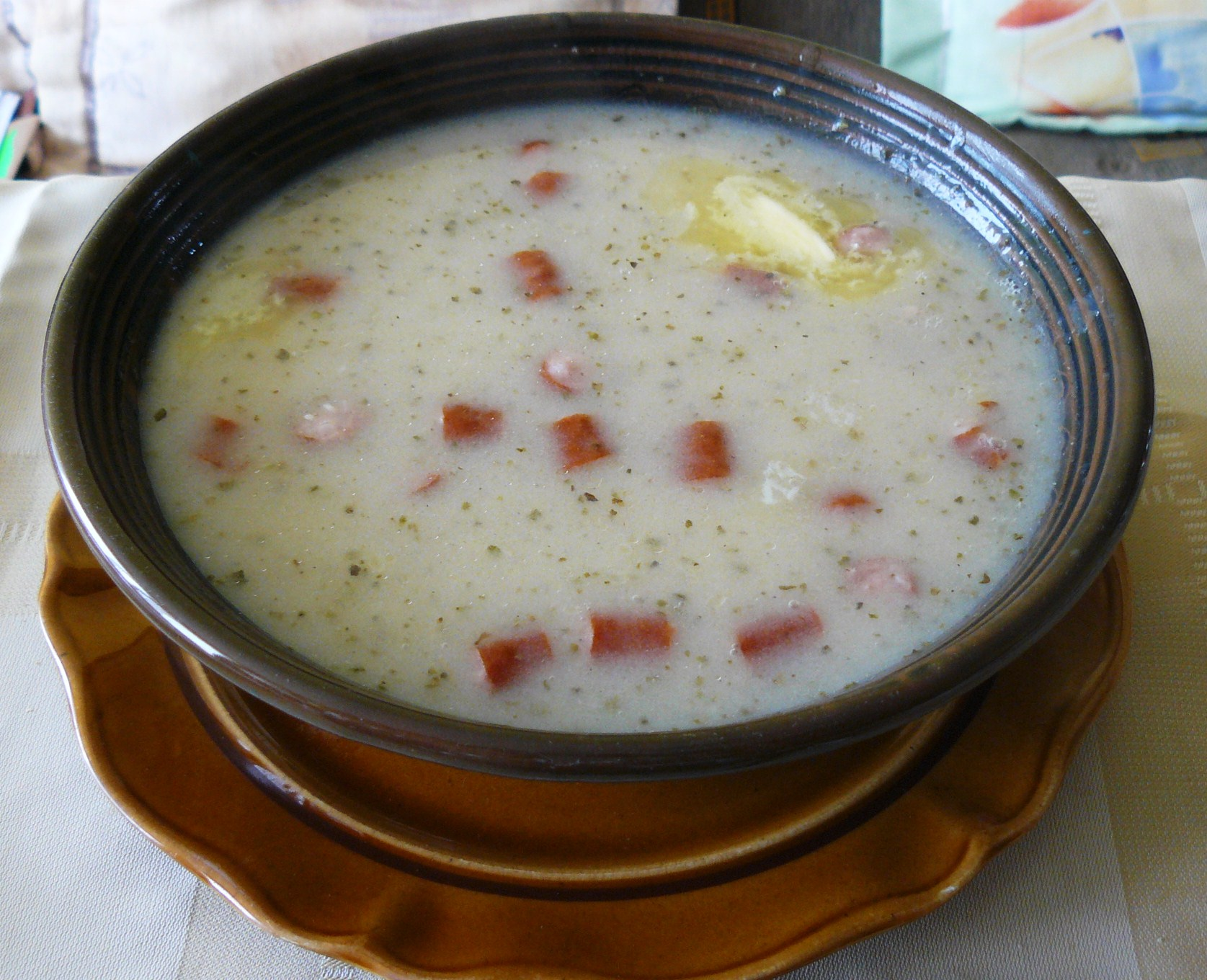
Білий борщ у Польщі.

У Польщі білим борщем (пол. barszcz biały) називають страву дуже подібну до журеку, з тією різницею, що журек готують на житній заквасці, а білий борщ — на пшеничній. Як і журек, білий борщ зазвичай готують із квасу, ковбас, зварених яєць і картоплі. Він також може подаватися у хлібній скоринці. Замість пшеничної закваски, іноді білий борщ готують на молоці (сирому чи кислому) чи кислій капусті.
Ситний суп, у якому буряк є лише одним із різноманітних овочів, на відміну від типово польського прозорого бурякового бульйону, досі відомий у Польщі як «український борщ».

### Румунія
У румунів слово «борщ» (або «борш»; рум. borș) означає «скисати» або кислий квас, на якому варять кислий суп — чорбу. Якщо чорбу готують із буряком, то її називають «чорба по-руськи». Суп, приготований на квасі «борщ», також називають «борщем».

### Чехія та Словаччина
До колишньої Чехословаччини борщ прийшов з українськими та частково російськими емігрантами у 1920—1930-х роках, однак став широко відомим як «руски борщ» («ruský boršč»), тобто як російська страва, після окупації країни Радянським Союзом у 1968 році. Страву готували переважно для радянських офіцерів, під час спільних акцій радянських окупаційних та чехословацьких комуністичних військ та офіційних установ. Подавалася також і у звичайних їдальнях та ресторанах. Одразу після падіння комунізму у Чехії «руски борщ» втратив популярність, і лише у XXI столітті подекуди повернувся до меню. На сьогодні в Чехії дедалі частіше ресторани пропонують борщ без прислівника «руски», або вказують «український» (ukrajinský). Це пов'язано з тим, що на кухнях працює чимало кухарок з України.

## Галерея
- Квас буряковий для борщу

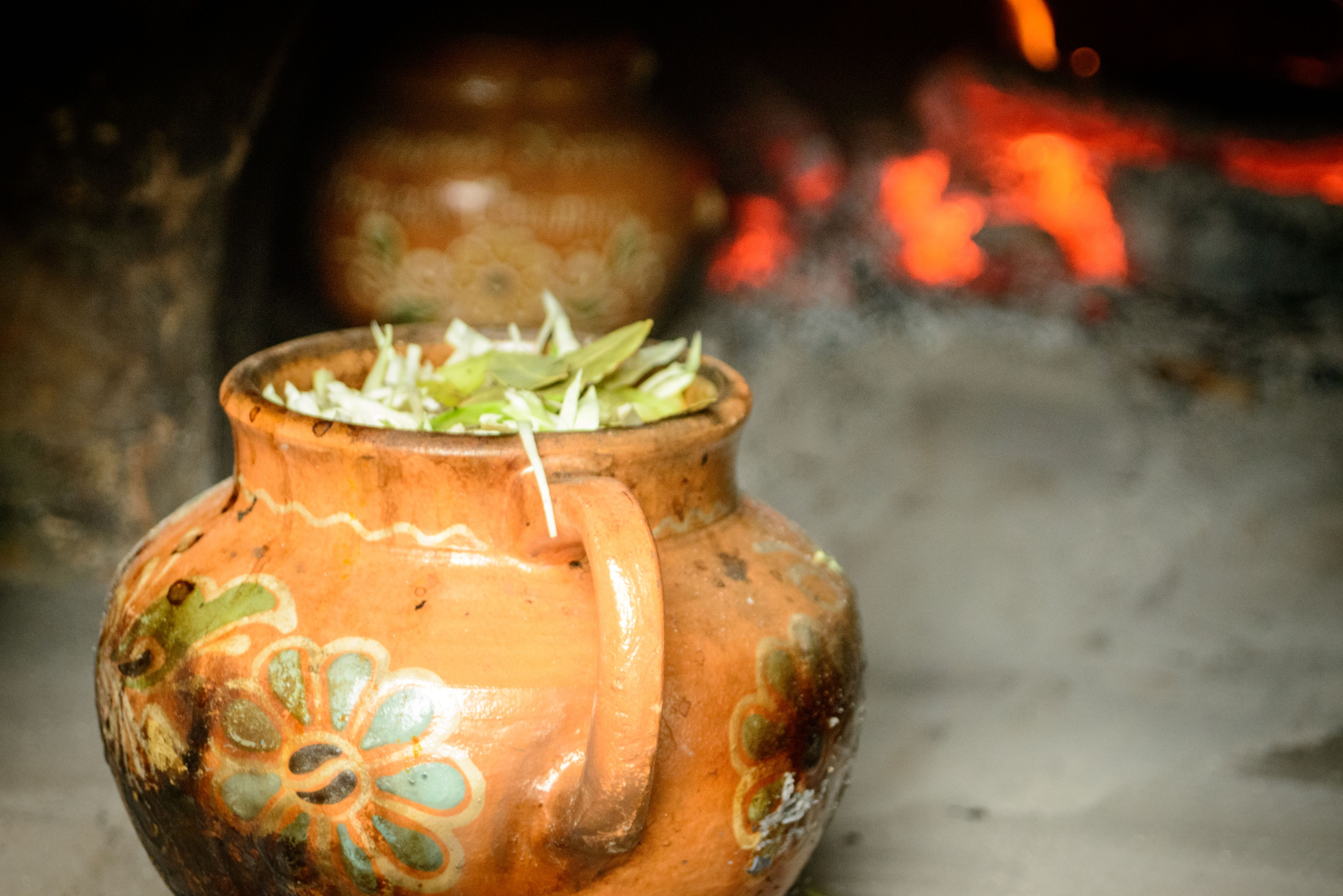
Приготування борщу в печі у глиняному горщику
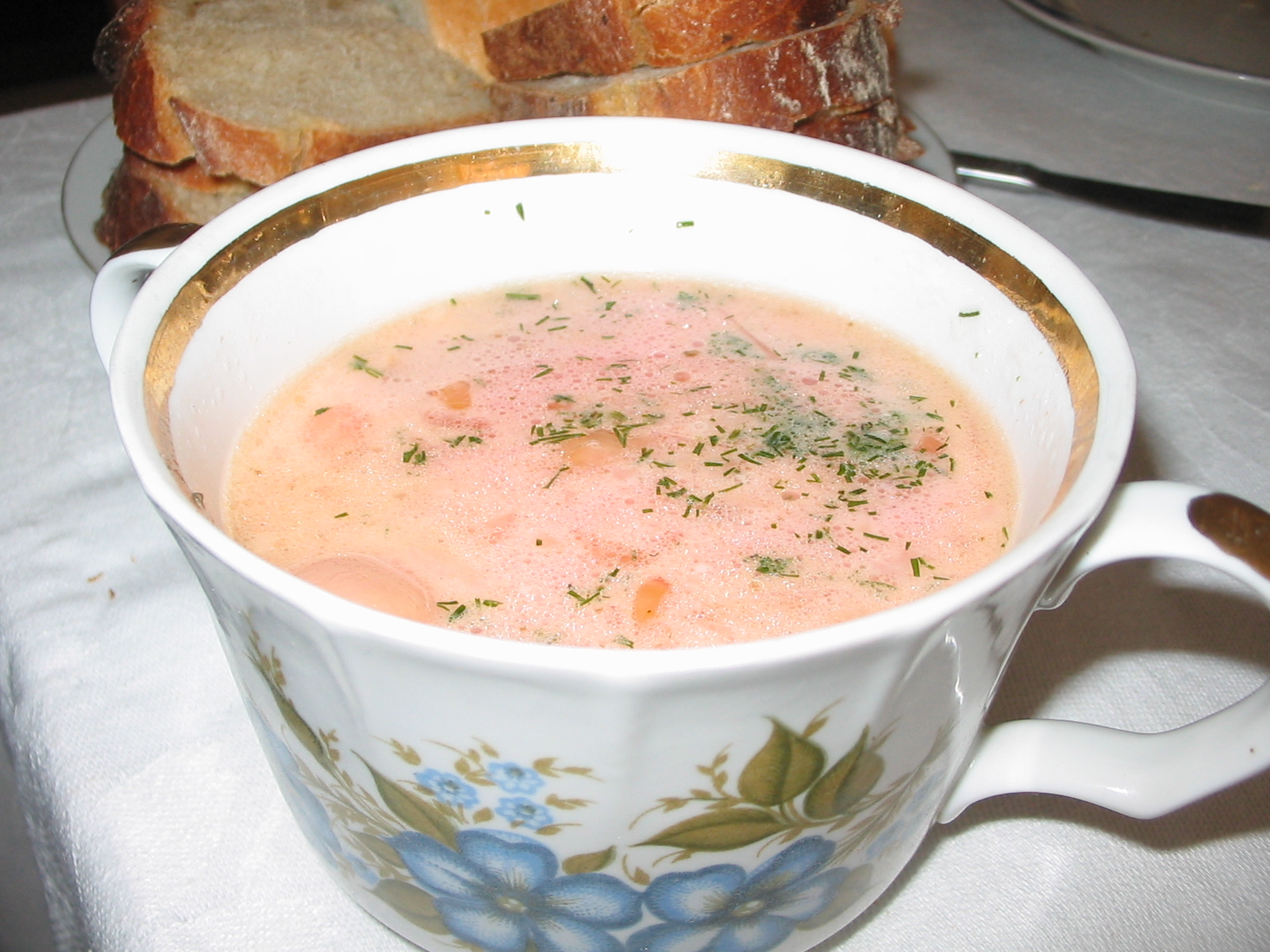
Весільний борщ із грибами
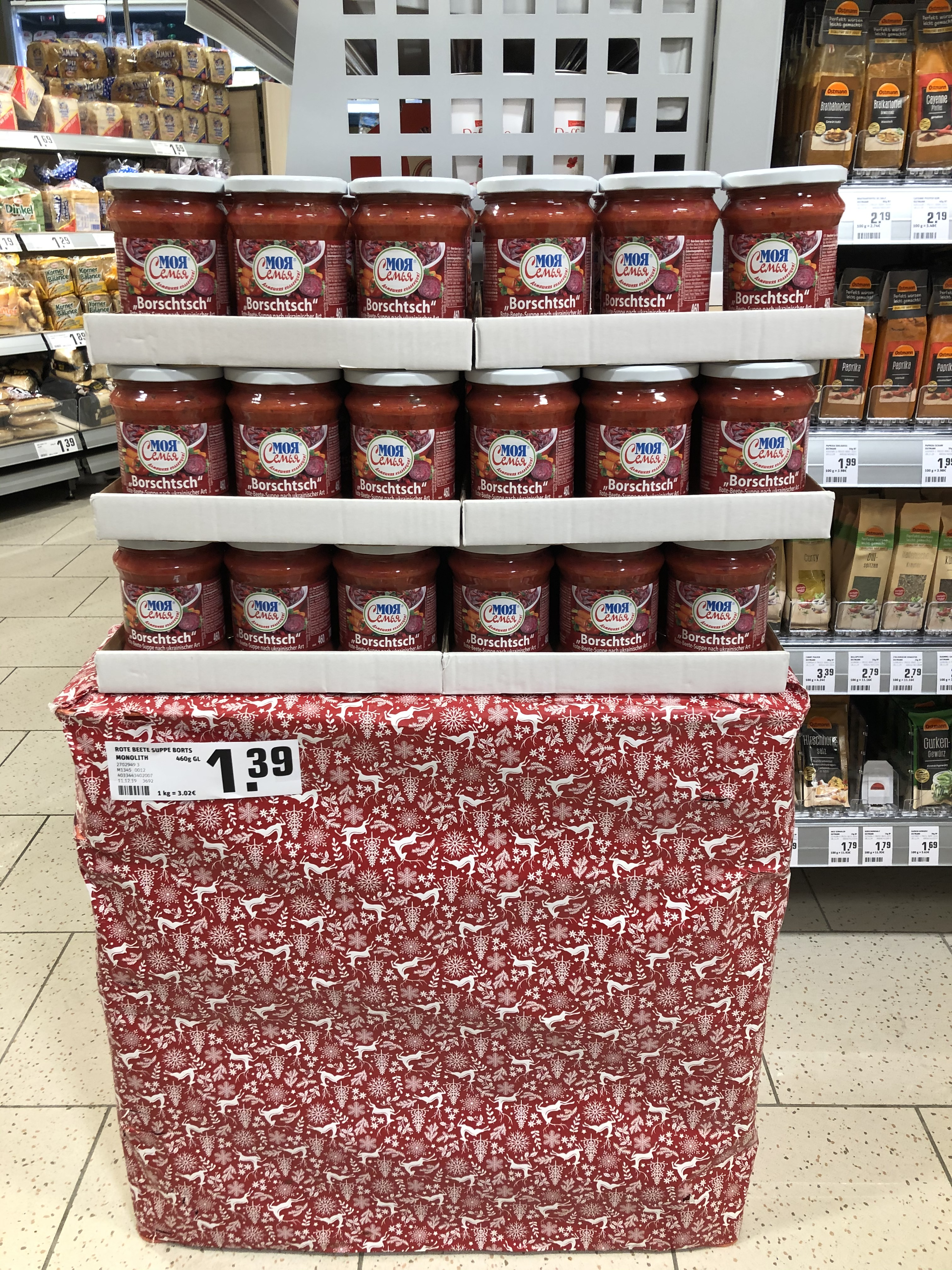
Український консервований борщ у Німеччині